# Black Dog
Black Dog — первый трек альбома Led Zeppelin IV английской хард-рок-группы Led Zeppelin. Композиция «Black Dog» выпускалась синглом (с «Misty Mountain Hop» на обороте): в США она поднялась до #15, в Австралии — до #11. В 2004 году песня оказалась на 294 месте в списке журнала Rolling Stone 500 Greatest Songs of All Time.

## История создания
Основная идея композиции принадлежала Джону Полу Джонсу, источником вдохновения для которого послужил экспериментальный блюзово-психоделический альбом Мадди Уотерса Electric Mud. Бас-гитарист группы, по собственным словам, захотел сделать «…электрический блюз на катящейся бас-партии». Кроме того, по замыслу Джонса, «Black Dog» должна была стать песней с анти-грувом, «под которую невозможно было бы танцевать».
В интервью журналу Mojo 2007 года Джон Пол Джонс говорил также, что был отчасти вдохновлён только что появившимися тогда записями Хаулин Вулфа. Другим источником вдохновения стала для него композиция Fleetwood Mac «Oh Well» (1969 года); отсюда была заимствована прерывистая структура композиции с частями куплетов, исполняемыми а capella.
Джимми Пейдж наложил четыре разных гитарных партии, записывая их непосредственно через преамп-лимитер (Universal Audio), после чего отправляя на обычный лимитер, другими словами, не использовал гитарный усилитель.
Джон Бонэм выстроил барабанную партию по образцу «Keep a Knockin'» Литтл Ричарда. При этом, по словам Джонса, он совершенно проигнорировал сложные размеры аранжировки, заранее разработанные басистом, и сыграл в постоянном размере 4/4, «…благодаря чему песня и ожила» (Джон Пол Джонс).
Примерно на отметке 3:49 можно услышать, как Роберт Плант берёт самую высокую ноту, которую только можно услышать на студийных работах Лед Зеппелин.

## Название песни
По свидетельству Пейджа, композиция была названа в честь безымянного чёрного лабрадора, бродившего по Хедли-Грейндж, пока группа работала над пластинкой.

## Позиции в чартах
| 1972                                   | Наивысшая позици  |
| -------------------------------------- | ----------------- |
| Japanese Singles Chart                 | 24                |
| Dutch Singles Chart                    | 20                |
| US Billboard Hot 100 Chart             | 15                |
| Canadian CHUM 30 Chart                 | 14                |
| US Cash Box Top 100 Singles Chart      | 9                 |
| US Record World 100 Top Pops           | 10                |
| Canadian RPM Top 100 Chart             | 11                |
| German Singles Chart                   | 22                |
| Australian Go-Set Top 40 Singles Chart | 9                 |
| New Zealand Top 50 Singles Chart       | 10                |
| French Singles Chart                   | 23                |
| 1973                                   | Наивысшая позиция |
| Swiss Singles Chart                    | 6                 |